# 尹林平
尹林平（1908年7月—1984年9月8日），原名尹先嵩，曾用名尹利东、林平，男，江西兴国人，中华人民共和国政治人物。

## 生平
尹林平生于江西省兴国县高兴墟茶安仔村尹屋的贫农家庭。1930年，尹林平加入中国工农红军，次年加入中国共产党。1937年抵达香港，并任次年组建的中共广东省委常委兼省委军事委员会书记职务。1939年1月，担任中共东江特别委员会书记。之后成立东江纵队并担任政委。后在成立的中共中央香港分局任副书记。
中华人民共和国建立后，历任广东支前司令部司令、中南公安军第二政委、广东省军区第二政委，后转业至地方，历任广东省副省长、中共广东省委书记处书记。文化大革命中，曾入狱六年。1978年，任广东省政协第四届副主席、主席。次年任中共广东省委书记。1982年，当选中共中央顾问委员会委员。两年后于北京病逝。

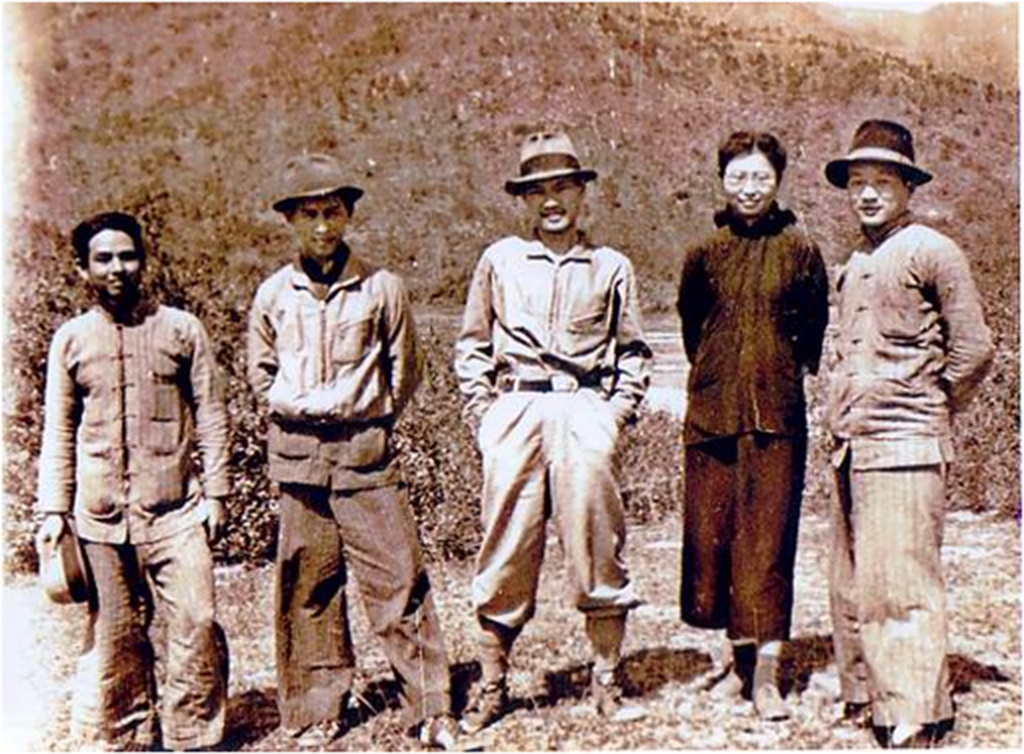
五人依左起是：黄作梅、刘黑仔、曾生(司令)、林展、尹林平(政委)。